# Mugnone
Le Mugnone est une petite rivière toscane (Italie), affluent de l'Arno sur sa rive droite.

## Géographie
Il naît dans les collines au Nord-Est de Florence dans la commune de Fiesole, baigne la périphérie florentine et conflue avec le torrent Terzolle avant de se jeter dans l'Arno en amont du Viadotto dell'Indiano, après avoir longé le parc florentin des Cascine. Cette petite rivière possède un régime typiquement torrentiel, particulièrement en automne.
Dans des conditions météorologiques de fortes pluies, on peut assister à des inondations provoquant de graves dommages sur les habitations ainsi que sur les activités commerciales. Le dernier événement de ce type, datant de 1992, a inondé la ville de Florence et une majeure partie des rives du fleuve.

## Histoire
À l'origine, le Mugnone se jetait dans l'Arno près de l'actuel Ponte Vecchio et la confluence entre les rivières, ajoutée aux possibilités de construction d'un gué, a probablement été une des causes du choix de ce site pour l'édification de la cité romaine.
Au Moyen Âge, le Mugnon fut dévié dans les fossés donnant sur les murs de la troisième enceinte. La Porta a San Gallo et Porta a Faenza (aujourd'hui englobées dans la Fortezza da Basso) étaient à l'extérieur munies d'un pont pour franchir le courant.
Giovanni Boccaccio se rendit à l'extérieur de la forteresse, au-delà de la Porta a San Gallo afin de poursuivre ses recherches sur l'héliotrope dans les gravillons du fleuve.
Ces dernières années[Quand ?], la municipalité a pris les mesures nécessaires pour un assainissement, réhabilitant tout au long de son cours les divers fonds pollués car tout au long de son parcours, le fleuve croise nombre d'activités polluantes et peu salubres telle que la gare ferroviaire de Santa Maria Novella.

## Faune
Les eaux limpides du Mugnone renferment une grande richesse animale avec un grand nombre d'espèces de poissons et ses pourtours sont très fréquentés par nombre d'oiseaux tels que l'aigrette garzette, le martin pêcheur, le canard colvert, ainsi que par des migrateurs tel que le bihoreau gris.